# Prowincja Sissili
Prowincja Sissili – jedna z 45 prowincji w Burkina Faso.
Ma powierzchnię ponad 7 tysięcy km². W 2006 roku mieszkało w niej prawie 213 tysięcy ludzi. W 1996 roku na jej terenach zamieszkiwało niespełna 153,5 tysiąca mieszkańców.